# Pax Romana (organització)
|  | No s'ha de confondre amb Pax romana. |

Pax Romana és una organització d'universitaris espanyols, neerlandesos i suïssos catòlics constituïda a Friburg el juliol de 1921, considerada continuadora de l'organització Auxilium Studiorum, dedicada a ajudar els estudiants catòlics víctimes de la Primera Guerra Mundial. La seva finalitat era fomentar els vincles entre els estudiants catòlics de tots els països del món per trobar la manera de mantenir la pau recorrent a una nova dominació romana, però convenientment cristianitzada i a més en la seva versió catòlica.
Va organitzar setze congressos en diferents països d'Europa en els anys vint i trenta. El XVII Congrés se celebra a Washington DC, al setembre de 1939, per a tractar sobre Les relacions entre la Pax Romana i el grup Acció Catòlica. Es va nomenar president internacional de Pax Romana a l'espanyol Joaquín Ruiz-Giménez Cortés, i el següent congrés se celebrà a Espanya del 24 de juny al 4 de juliol de 1946. El 1947 es va refundar en relació amb el Moviment Internacional d'Estudiants Catòlics (IMCS) que té la base a París i el secretariat internacional a Ginebra. També es defineix com a fòrum obert per compartir i per al diàleg intel·lectual entre les diferents cultures, generacions i professions. És reconeguda pel Vaticà i per la xarxa internacional de la Conferència d'Organitzacions Internacionals Catòliques. Des de 1949 té estatut consultiu al Consell Econòmic i Social de les Nacions Unides, a la UNESCO i al Consell d'Europa, i participa en el Fòrum Social Mundial.